# Nicolás Echavarría
Nicolás Echavarría (Medellín, 4 de agosto de 1994) es un golfista profesional colombiano que juega en el PGA Tour. Consiguió su primera victoria en el PGA Tour en su temporada de novato en el Abierto de Puerto Rico.

## Trayectoria
Echavarría asistió a la Universidad de Arkansas de 2013 a 2017. También representó a Colombia en el Trofeo Eisenhower en 2016.
Echavarría se hizo profesional en 2017. Ganó dos veces durante la temporada 2018 del PGA Tour Latinoamérica, terminando segundo en la Orden de Mérito, obteniendo una tarjeta para la temporada 2019 del Korn Ferry Tour.
Echavarría obtuvo una tarjeta del PGA Tour para la temporada 2022-23, a través de las Finales del Korn Ferry Tour 2022 . En marzo de 2023 ganó el Abierto de Puerto Rico. Logró un total de 21 bajo par para ganar por dos golpes por delante de Akshay Bhatia.

## Vida personal
En 2015, durante su estancia en la Universidad de Arkansas, Echavarría fue suspendido de competir por la universidad luego de ser arrestado y acusado de delito grave de voyerismo, junto a Taylor Moore. Posteriormente se retiraron los cargos en su contra cuando se hizo evidente que no estaba involucrado a pesar de estar presente cuando ocurrió el incidente.